# Cirque

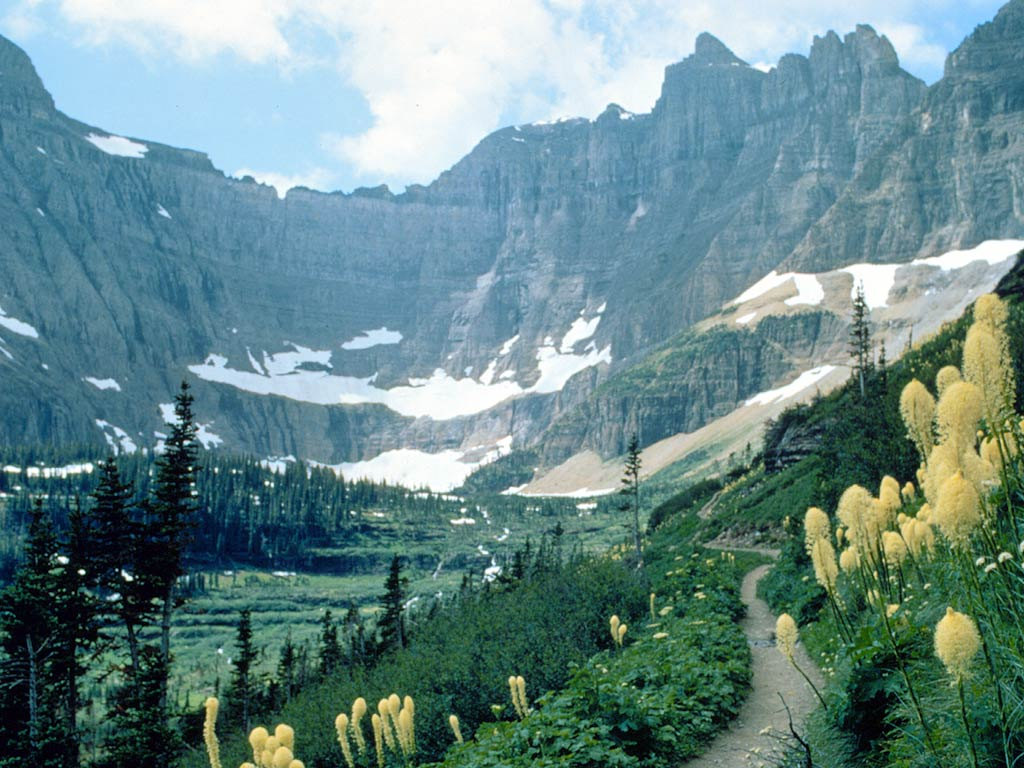
Iceberg Cirque i Glacier nationalpark, USA

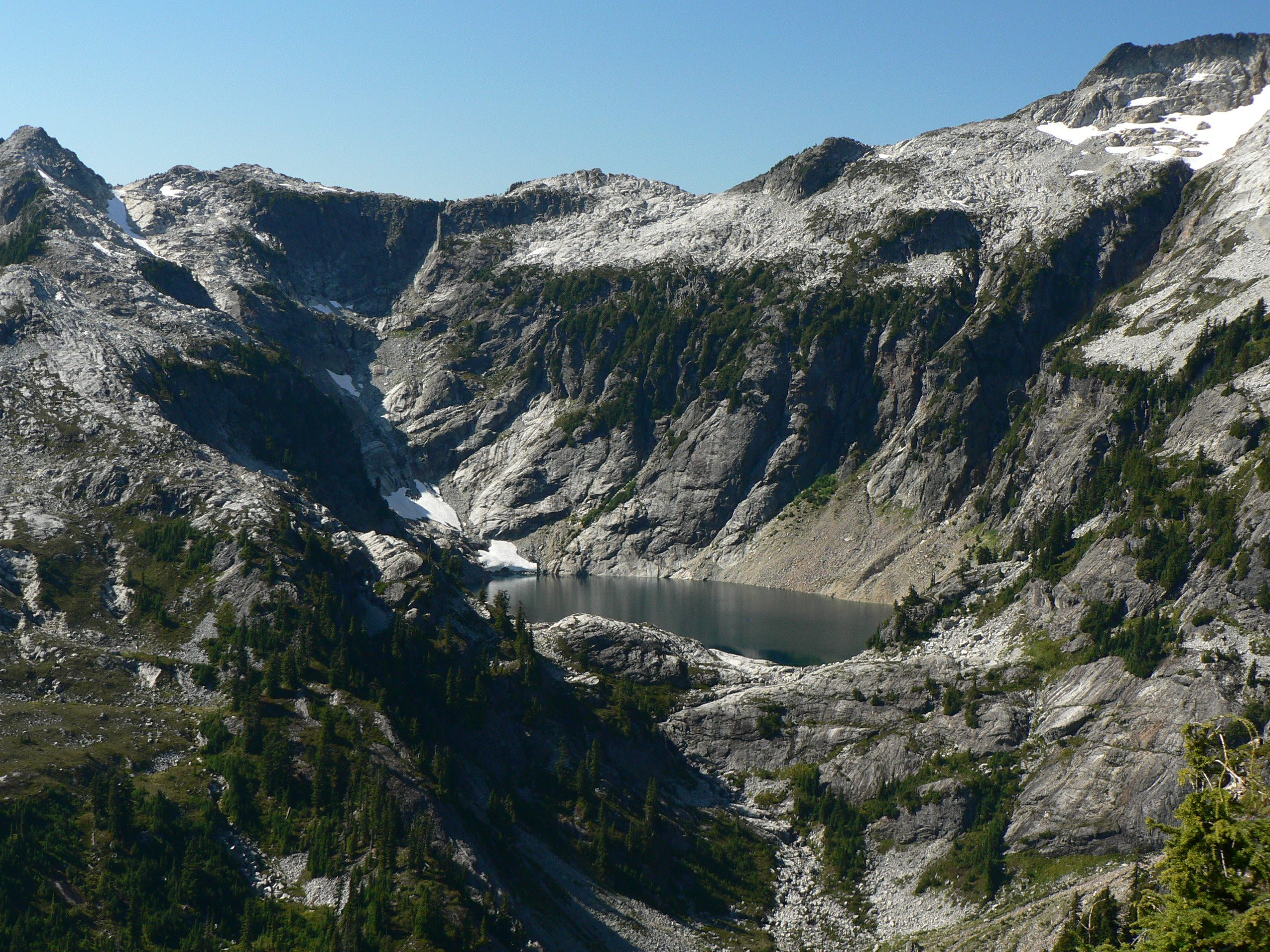
Upper Thornton Lake Cirque i North Cascades nationalpark, USA

Cirque, [sirk], från latin: circus 'ring', är en skålformad nisch som i en halvcirkel slipats ut av en glaciär ur en bergssida med öppning mot dalsidan. En cirque kan också vara liknande depression som formats av vattenerosion.
Typiska glaciärformade cirque på norra halvklotet ligger i en skuggig del i en nordväst-vänd sluttning och skyddade från den vanliga vindriktningen, vilket innebär att snö samlas här. 
Om glaciären drar sig tillbaka eller försvinner kan moränen längst ner i botten dämma upp en liten sjö som kallas issjö.
Eftersom glaciärerna bara kan förekomma ovanför snögränsen ger studier av platserna för dagens cirque information om tidigare nedisningars mönster samt om klimatförändringar.